# Edward Prescott
Edward Charles Prescott, detto "Ed" (Glens Falls, 26 dicembre 1940 – Paradise Valley, 6 novembre 2022), è stato un economista statunitense, vincitore, insieme a Finn Kydland, del premio Nobel per l'economia nel 2004, «per i contributi alla macroeconomia dinamica: la coerenza temporale delle politiche economiche e le forze che determinano il ciclo economico».
Dopo aver conseguito nel 1967 il dottorato presso la Carnegie Mellon University di Pittsburgh, insegnò in varie università: alla University of Pennsylvania, alla Carnegie Mellon University, alla University of Minnesota e all'Arizona State University. Fu anche consulente della Federal Reserve Bank di Minneapolis.

## Biografia
Prescott nacque a Glens Falls, New York, da Mathilde Helwig Prescott e William Clyde Prescott. Nel 1962 si laureò in matematica allo Swarthmore College. Conseguì poi un master in ricerca operativa presso la Case Western Reserve University nel 1963 e un dottorato di ricerca in economia presso la Carnegie Mellon University nel 1967.

## Carriera
Dal 1966 al 1971, Prescott insegnò all'Università della Pennsylvania. Tornò poi alla Carnegie Mellon fino al 1980, quando si trasferì all'Università del Minnesota, dove insegnò fino al 2003. Nel 1978 fu visiting professor presso l'Università di Chicago, dove fu nominato Ford Foundation Research Professor. L'anno seguente visitò la Northwestern University e vi rimase fino al 1982. Dal 2003 in poi insegnò all'Arizona State University.
Prescott fu consulente economico presso la Federal Reserve Bank di Minneapolis dal 1981. Nel 2004 ottenne la cattedra Maxwell and Mary Pellish in Economia presso l'Università della California, Santa Barbara. Nel 2006 fu Shinsei Bank Visiting Professorship presso la New York University. Nell'agosto 2014, Prescott venne nominato Adjunct Distinguished Professor presso la Research School of Economics (RSE) dell'Australian National University. 
Il progetto Research Papers in Economics lo ha classificato come il 19° economista più influente al mondo a partire dall'agosto 2012 sulla base dei suoi contributi accademici. In seguito lavorò presso la W. P. Carey School of Business dell'Arizona State University, e divenne una figura di spicco della macroeconomia, in particolare delle teorie dei cicli economici e dell'equilibrio generale. Nel suo "Rules Rather Than Discretion: The Inconsistency of Optimal Plans", pubblicato nel 1977 insieme a Finn E. Kydland, analizzò se le banche centrali dovessero avere obiettivi numerici rigorosi o essere autorizzate a usare la loro discrezionalità nella definizione della politica monetaria. Fu anche noto per il suo lavoro sul filtro di Hodrick-Prescott, utilizzato per attenuare le fluttuazioni in una serie temporale.

### Premio Nobel
Prescott e Finn Kydland ricevettero il premio Nobel per l'economia sulla base di due articoli di cui erano autori. Nel primo articolo, scritto nel 1977, "Regole piuttosto che discrezionalità: l'incoerenza della pianificazione ottimale", Prescott e Kydland sostenevano che lo scopo e gli obiettivi della pianificazione e della politica economica era quello di innescare una risposta desiderata da parte dell'economia. Tuttavia, Prescott e Kydland si resero conto che questi settori erano costituiti da individui che facevano ipotesi e previsioni sul futuro. Dissero Prescott e Kydland: "Anche se c'è una funzione di obiettivo sociale fissa e concordata, e i responsabili politici conoscono la tempistica e l'entità degli effetti delle loro azioni... Una corretta valutazione della posizione finale non si traduce nella massimizzazione dell'obiettivo sociale". Prescott e Kyland sottolinearono che gli agenti dell'economia tenevano già conto nel loro processo decisionale della risposta presunta da parte dei responsabili politici a un determinato clima economico.
Prescott e Kydland ritnnero che i responsabili politici, a causa del loro rapporto con il governo, soffrissero di un problema di credibilità. La ragione di questa dinamica era che il processo politico è progettato per risolvere i problemi e avvantaggiare i suoi cittadini. Prescott e Kydland lo dimostrarono con un esempio semplice ma convincente. In questo esempio presero un'area dimostrata suscettibile di inondazione (una pianura alluvionale): il governo dichiarò che il "risultato socialmente ottimale" era quello di non avere case costruite in quell'area e quindi il governo affermava che non avrebbe fornito protezione dalle inondazioni (dighe, argini e assicurazione contro le inondazioni) e che agenti razionali non avrebbero vissuto in quell'area. Tuttavia, gli agenti razionali sono creature che pianificano in avanti e sanno che, se loro e gli altri costruiscono case nella pianura alluvionale, il governo avrebbe quindi provveduto alla protezione dalle inondazioni in futuro. Anche se Prescott non usò mai queste parole, descrisse quel che si chiama un "azzardo morale".
Nel secondo articolo, scritto nel 1982, "Time to Build and Aggregate Fluctuations", Prescott e Kydland sostennero che i cambiamenti nell'offerta tipicamente causati da cambiamenti e miglioramenti nella tecnologia spiegavano "non solo gli aumenti a lungo termine degli standard di vita, ma anche molte delle fluttuazioni a breve termine nei cicli economici". Per studiare questa ipotesi, Prescott stabilì un modello per esaminare il cambiamento della produzione, degli investimenti, dei consumi, della produttività del lavoro e dell'occupazione, tra la fine della seconda guerra mondiale e il 1980. Utilizzando questo modello, i due economisti furono in grado di correlare il 70% della fluttuazione della produzione ai cambiamenti e alla crescita della tecnologia. Il loro principale contributo, tuttavia, fu il modo di modellare le variabili macroeconomiche con le microfondazioni.

### Attività politica
Nel gennaio 2009 Prescott, insieme a più di 250 altri economisti e professori, firmarono una lettera aperta al presidente degli Stati Uniti Barack Obama opponendosi all'approvazione dell'American Recovery and Reinvestment Act. La lettera fu sponsorizzata dal think tank libertario, il Cato Institute, e venne stampata come pubblicità a pagamento su diversi giornali tra cui il New York Times e l'Arizona Republic.
I suoi ultimi scritti si concentrarono sull'effetto negativo delle tasse sull'economia in Europa.

### Morte
Prescott morì di cancro il 6 novembre 2022, all'età di 81 anni, a Paradise Valley, Arizona.

## Opere
- Rules Rather than Discretion: The Inconsistency of Optimal Plans, coautore Finn E. Kydland, in The Journal of Political Economy, Jun., 1977, vol. 85, no. 3, pp. 473–492.
- Time to Build and Aggregate Fluctuations, coautore Finn E. Kydland, in Econometrica: Journal of the Econometric Society, Nov., 1982, vol. 50, no. 6, pp. 1345–1370.
- Contractual arrangements for intertemporal trade, coautore Neil Wallace, Minneapolis, University of Minnesota Press, 1987.
- Recursive methods in economic dynamics, coautori Nancy L. Stokey e Robert E. Lucas, Cambridge, Mass, Harvard University Press, 1989.
- Barriers to riches, coautore Stephen L. Parente, Cambridge, Mass., MIT Press, 2000. Edizione italiana: Barriere alla ricchezza delle nazioni, Milano, EGEA, 2001.
- Great depressions of the twentieth century, coautore Timothy J. Kehoe, Minneapolis, Federal Reserve Bank of Minneapolis, 2007.